# Камышинка (Болотнинский район)
Камышинка — исчезнувший посёлок в Болотнинском районе Новосибирской области. Исключен из учётных данных в 1968 году.

## География
Располагался в истоке безымянного ручья, притоке реки Ояшинка, в 5,5 километрах к югу от деревни Кривояш.

## История
Посёлок Камышенский был основан в 1907 году. В 1926 году состоял из 52 хозяйств. В административном отношении входил в состав Ново-Кайлинского сельсовета Гутовского района Новосибирского округа Сибирского края.
Упразднён в 1968 году.

## Население
По переписи 1926 года в посёлке проживало 289 человек (133 мужчин и 156 женщин), основное население — белоруссы.